# Eduard von Flies
Eduard Moritz Flies, conocido como von Flies desde 1864 (25 de agosto de 1802 - 10 de diciembre de 1886), fue un Teniente General prusiano del siglo XIX que sirvió en la Segunda Guerra de Schleswig y en la guerra austro-prusiana.

## Origen
Eduard Moritz era el hijo de Heinrich Flies († 1842 en Freienwalde) y de su esposa Luise, nacida Wolff. Su padre era un Oberleutnant retirado.

## Carrera militar
En 1820 Flies se unió al 3.º Regimiento de Húsares del Ejército prusiano como húsar. El 13 de noviembre de 1824 era teniente segundo y como tal comandó al cuerpo docente en 1829/30. Desde 1834 Flies sirvió como adjunto regimental, se convirtió en Oberleutnant en mayo de 1838 y fue hecho Rittmeister y comandante de escuadrón el 24 de mayo de 1841. Flies fue promovido a mayor el 8 de enero de 1857 y recibió el mando del 2.º Regimiento de Húsares de la Guardia "Reina Victoria de Prusia", siendo promovido a Teniente Coronel el 9 de abril de 1857 y a Coronel el 31 de mayo de 1859. El 20 de junio su rango pasó a ser à la suite de su regimiento y se le confió el mando de la 6.ª Brigada de Caballería; convirtiéndose en comandante permanente de esta última el 12 de mayo de 1860. Por sus servicios en el liderazgo de tropas, Flies fue condecorado con la Orden del Águila Roja, 2.ª Clase con Hojas de Roble, el 18 de octubre de 1861, y con la Orden de la Corona, II Clase, el 22 de septiembre de 1863. Flies participó en la Segunda Guerra de Schleswig con su brigada en 1864. El Káiser Guillermo I pagó tributo por sus servicios el 18 de junio de 1864 con su elevación a la nobleza. También fue promovido a mayor general el 25 de junio de 1864. Por sus logros los austriacos nombraron a Flies Cruz de Comandante de la Orden de Leopoldo con decoración de guerra el 21 de agosto de 1864. Después del Tratado de Viena, Flies permaneció al mando de una brigada de caballería combinada en Schleswig-Holstein.
En la guerra austro-prusiana, Flies era inicialmente el líder de una brigada combinada de caballería del Ejército del Meno. Aquí recibió órdenes del General Edwin von Manteuffel de dirigir un destacamento de cinco batallones con 8150 hombres de infantería, 225 de caballería y 22 cañones hasta Gotha vía Magdeburgo y Halle. Se suponía que debía perseguir la retirada de los hanoverianos e impedir su retirada. A pesar de ser ampliamente superado en número Flies ordenó la batalla de Langensalza el 27 de junio de 1866. Flies sufrió una crisis durante la batalla y perdió casi 1/5 de sus tropas. La batalla terminó con una victoria de los hanoverianos, pero en este punto fueron rodeados por las tropas prusianas y, debido a la situación de suministro, no pudieron  continuar luchando. El historiador Robert M. Citino consideró la batalla "uno de los ataques frontales con más sinsentido de la historia militar".
Flies continuó para derrotar a los badenses en la batalla de Hundheim; sus tropas entonces capturaron rápidamente Wertheim el 24 de julio. Flies fue el principal comandante prusiano en la batalla de Roßbrunn que, a pesar de los éxitos iniciales, finalmente terminó en victoria bávara.
El 11 de julio de 1866, Flies fue nombrado comandante de una división formada por tropas de los ducados del Elba. Después del fin de la guerra, fue nombrado comandante en Altona el 15 de septiembre de 1866. Flies se retiró el 7 de enero de 1868 y le fue concedida la 1.ª Clase de la Orden del Águila Roja con hojas de roble y espadas en anillos.
Además de su pensión, a partir del 2 de febrero de 1870 recibió un bonus anual de 500 táleros.

## Familia
Flies se casó con Therese von Schönfeld (27 de abril de 1811 en Grimma - † 13 de mayo de 1882 en Wiesbaden) en Düben el 27 de septiembre de 1832. Su hija de este matrimonio fue Lucie Luise Therese (nacida el 11 de enero de 1834 en Düben). El 18 de diciembre de 1873 se casó con el director de Correos, y Teniente Coronel retirado, Otto von Wichmann.